# Alix de Choiseul Gouffier
Alix de Choiseul Gouffier est une femme de lettres française, auteur de livres d'histoire, née à Vilnius (Lituanie) le 29 février 1832, morte à Paris 8e le 4 novembre 1915 ; aussi connue sous ses noms maritaux successifs : Alix de Janzé, puis Alix de Faucigny-Lucinge.

## Biographie
Issue de la maison de Choiseul, Alix Sophie Louise de Choiseul Gouffier est la fille du comte Artus de Choiseul Gouffier, et de son épouse, Wanda Niesolowska. Elle est la petite-fille du comte Octave de Choiseul Gouffier, pair de France, l'arrière petite fille de Marie Gabriel Florent Auguste de Choiseul Gouffier, auteur du Voyage pittoresque de la Grèce, membre de l'Académie Française ; la belle sœur du comte Oscar de Poli, historien. La seconde épouse de son grand-père, Sophie de Choiseul Gouffier, née Tysenhaus (1792-1878), fut également une femme de lettres.
Elle est orpheline assez jeune : son père décède deux ans et demi après sa naissance et sa mère trois ans plus tard, à la suite d'un accident de cheval.
Elle épouse en 1857 le vicomte Frédéric de Janzé (Paris, 1817 † Paris 8e, 23 janvier 1900), puis en 1903 le prince Charles de Faucigny Lucinge, ancien député des Côtes du Nord (1824-1910). Elle n'a pas d'enfant de ces deux unions.
Elle fréquenta les milieux littéraires parisiens dans lesquels elle se fit de nombreuses relations,. Elle est réputée avoir contribué à inspirer Proust pour A la recherche du temps perdu.
Elle demeurait à Paris dans un hôtel particulier, 12 rue de Marignan, où elle conservait une collection d'objets d'art qui fut dispersée à l'hôtel Drouot en novembre 1917.

## Publications
Elle est l'auteur de plusieurs études historiques et traductions, publiées sous le nom de son premier époux, de Janzé, ou sous celui du second : de Faucigny Lucinge :
- Berryer, un séjour à Augerville, 1879 ;
- Berryer, souvenirs intimes, 1881, Paris, Plon, 281 pages, lire en ligne ;
- Les Financiers d'Autrefois - Fermiers généraux, 1886, Paris, Ollendorf, 360 pages, lire en ligne ;
- Études et récits sur Alfred de Musset, 1891, Paris, Plon, 280 pages, lire en ligne ;
- traduction en français de Théodore Roosevelt, la vie intense, 1904, Paris, Flammarion ;
- traduction en français de Lord Curzon aux Indes, sélection de ses discours comme vice-roi et gouverneur de l'Inde, 1907, Paris, Flammarion ;
- Rachel et son temps, 1910, Paris, Emile-Paul, 268 pages ;
- L'Archiduc Jean-Salvator (Jean Orth), 1911 ;
- Les dernières fleurs de lys, 1913, Paris, Emile-Paul frères, 312 pages